# 五色生菓子
五色生菓子（ごしきなまがし）は、石川県金沢市周辺に江戸時代から伝わる和菓子。

## 概要
5種1組の生菓子である。
5種は以下のような色と意味合いを持つ。
- 赤色の米粉を餅の半分にまぶした白い丸餅 - 太陽
- 白くて丸いまんじゅう - 月
- 黄色の餅米をまぶした丸餅 - 山
- こしあんのはいったひし形の餅 - 海
- 蒸し羊羹 - 里

5つで「日月山海里（じつげつさんかいり）」となり、天地自然のすがたを現したものとなる。

## 歴史
慶長6年（1601年）に2代将軍徳川秀忠の娘の珠姫が加賀藩前田家の3代目藩主前田利常に輿入れした際に、加賀藩の御用菓子屋だった樫田吉蔵が献上したとされる。樫田は容器にこだわり、五重の菓器に菓子を入れ奉納したとされる。
その後、婚礼時の祝い菓子として広まり、明治時代には庶民の婚礼時にも贈る習慣が定着した。
昭和中期から、門前に蒸籠を並べるような文化もなくなりつつあって、食べる機会は減っている。それでも金沢の和菓子店などでは通年で取り扱われており、婚礼の際に目にすることは少なくはない。また、観光客向けの土産菓子としても販売されている。